# Cyberinfrastructure
Le terme cyberinfrastructure désigne l'ensemble des nouveaux environnements de recherche qui intègrent des fonctions avancées d'acquisition (data acquisition), de stockage (data storage), de gestion (data management), d'intégration (data integration), de fouille (data mining), de visualisation (data visualization) des données, ou d'autres services de traitement informatique ou informationnel.
Dans le domaine scientifique, la notion de cyberinfrastructure fait référence à toute solution technique destinée à établir des connexions efficientes entre des données, des ordinateurs et/ou des personnes, dans le but de favoriser la transmission des nouvelles théories scientifiques et du savoir.

## Genèse
Le terme cyberinfrastructure a été employé en 2003 par un comité d'experts de la National Science Foundation (NSF), agence gouvernementale indépendante américaine chargée de soutenir financièrement le développement de la recherche scientifique fondamentale. Ce groupe de travail avait été réuni pour répondre à la question de savoir comment la NSF pouvait, en tant que première agence américaine de financement de la recherche fondamentale, lever les obstacles qui s'opposent à la dissémination des progrès rapides enregistrés en matière d'informatique de haute performance, afin que ces technologies soient réellement accessibles à tous les scientifiques, ingénieurs, universitaires, et, plus largement, à tous les citoyens du pays. 
Dans les textes de la NSF, l'emploi du terme cyberinfrastructure fait directement référence à tout processus d'intégration des technologies de l'information, et aux interactions qui apparaissent à cette occasion.
La notion de cyberinfrastructure peut également apparaître sous le vocable de e-science. C'est notamment le cas au Royaume-Uni, pays dans lequel un projet e-science majeur a été développé.
Le terme cyberinfrastructure peut également prendre un autre sens, dans la lignée des théories qui ont présidé à la Presidential Decision Directive NSC 63 (PDD-63), consacrée à la protection des infrastructures vitales des États-Unis d'Amérique. Dans ce texte, l'accent est mis sur la sécurité et les vulnérabilités des systèmes d'information informatisés nationaux, considérés comme essentiels au maintien de la puissance militaire et de la santé économique nationales, au même titre que les réseaux d'alimentation en électricité et en eau potable, les réseaux de transport, d'assainissement.
La première référence identifiée à la cyberinfrastructure sur internet remonte au 22 mai 1998, à l'occasion d'un point presse consacré à la PDD-63. Les deux intervenants de ce point presse étaient Richard A. Clarke, alors Coordinateur national à la sécurité, à la protection des infrastructures et à l'anti-terrorisme (National Coordinator for Security, Infrastructure Protection, and Counter-terrorism) et Jeffrey Hunker, qui venait juste d'être nommé directeur du Critical Infrastructure Assurance Office.
Le Dr Hunker, désormais professeur de Technologie et de Politique Publique au Heinz College (Université Carnegie-Mellon, États-Unis), a déclaré : « L'une des principales conclusions de la commission présidentielle qui a élaboré le schéma théorique dans lequel s'inscrivent les annonces faites aujourd'hui est que, même si nous avons déjà connu des attaques, dont certaines étaient graves, contre notre cyberinfrastructure, la véritable menace est encore à venir, sans que l'on puisse dire si cela se produira demain, ou dans plusieurs années. Mais l'une des raisons de notre succès économique, en tant que pays, tient à la capacité que nous avons eu d'établir des connexions entre nos infrastructures vitales. Ce phénomène s'est déroulé principalement ces 10 à 15 dernières années, avec le réseau internet, naturellement, mais aussi les réseaux électriques, les infrastructures de transport, ainsi que les systèmes bancaires et financiers. »

## Citations
- « La cyberinfrastructure est le résultat de l'interconnexion entre plusieurs technologies (logiciel, informatique, électronique...) et l'expertise humaine, qui offre l'espace nécessaire aux découvertes scientifiques et technologiques actuelles et futures. Le défi de la cyberinfrastructure est, à partir de ressources pertinentes mais disparates, de parvenir à proposer un cadre utile, utilisable et efficient au service de la science et de la recherche, qui offre une coordination de type "end-to-end" et un accès large[2]. »

- « La cyberinfrastructure est constituée de moyens techniques – outils informatiques, systèmes de stockage de données, méthodes avancées de sanctuarisation de données, dispositifs de représentation et de visualisation – et humains, associés au travers de logiciels et de réseaux à haute performance, qui permettent d'améliorer la productivité de la recherche et rendent possible des avancées qui, autrement, seraient restées inaccessibles[3]. »

- « Tout comme il y a des infrastructures matérielles – routières (routes, ouvrages d'art), réseaux électriques, téléphoniques et d'adduction d'eau –, piliers de nos sociétés modernes, la cyberinfrastructure fait référence à la plateforme constituée par l'intégration de moyens matériels – informatique distribuée, technologies de l'information et de la communication – et humains, qui participe aux efforts de la recherche scientifique moderne[4]. »